# Jaguaribe
Jaguaribe è una mesoregione dello Stato del Ceará in Brasile.

## Microregioni
È suddivisa in 4 microregioni:
- Baixo Jaguaribe
- Litoral de Aracati
- Médio Jaguaribe
- Serra do Pereiro

| Controllo di autorità | VIAF (EN) 123366183 · LCCN (EN) n2005178296 · J9U (EN, HE) 987007496609305171 |